# Айтматов, Чингиз Торекулович
Чинги́з Тореку́лович Айтма́тов (кирг. Чыңгыз Төрөкул уулу Айтматов; 12 декабря 1928, Шекер, Таласский кантон, Киргизская АССР, РСФСР, СССР — 10 июня 2008, Нюрнберг, Германия) — киргизский и русский писатель. Герой Социалистического Труда (1978), Герой Кыргызской Республики (1997), народный писатель Киргизской ССР (1968), академик АН Киргизской ССР (1974), лауреат Ленинской (1963) и трёх Государственных премий СССР (1968, 1977, 1983). Неоднократно номинировался на Нобелевскую премию по литературе.
Автор произведений на киргизском и русском языках, произведения которого переведены на 174 языка мира. Общий тираж его книг составляет 80 миллионов.

## Биография
Родился 12 декабря 1928 года в селе Шекер Таласского кантона Киргизской АССР (ныне Таласской области Кыргызстана). Его отец, Торекул Айтматов, был крестьянским активистом, в будущем ставший государственным деятелем Киргизской ССР. В 1937 году его отец был арестован, а в 1938 году — расстрелян. Мать, Нагима Абдувалиева, татарка по национальности, была армейским политработником и общественным деятелем. Чингиз и его братья с сёстрами выросли в Шекере, куда прибыли незадолго до ареста отца по его настоянию. В годы Великой Отечественной войны четырнадцатилетний Чингиз стал секретарём совета в ауле, работал учителем, финагентом, помощником комбайнёра и тракториста.
Окончив восемь классов, поступил в Джамбульский зоотехникум (сейчас Куланский агротехнический колледж), который окончил с отличием. В 1948 году поступил в Киргизский сельскохозяйственный институт во Фрунзе, из которого выпустился в 1953 году. По окончании института в течение трёх лет работал ветеринаром. Работу совмещал с написанием рассказов. Член КПСС с 1959 года.
В преклонном возрасте болел диабетом. Скончался 10 июня 2008 года на 80-м году жизни в больнице Нюрнберга, где находился на лечении. В связи со смертью Айтматова в Кыргызстане день его похорон был объявлен днём траура. Похоронен 14 июня 2008 года в историко-мемориальном комплексе «Ата-Бейит» в пригороде Бишкека.

## Творчество
Дебютировал в 1952 году написанным на русском языке рассказом «Газетчик Дзюйо», после чего публиковал рассказы на киргизском и русском языках. В 1956 году поступил на Высшие литературные курсы Литературного института имени А. М. Горького, которые окончил в 1958 году. Повесть «Лицом к лицу» на киргизском языке была опубликована в июне 1957 года в журнале «Ала-Тоо» и в следующем году в журнале «Октябрь» в авторском переводе на русский язык. В 1958 году увидела свет повесть «Джамиля», принёсшая Айтматову мировую известность (и тогда же переведённая на французский Луи Арагоном). В 1959—1960 годах был главным редактором журнала «Литературный Киргизстан», одновременно работал собственным корреспондентом газеты «Правда» по Киргизской ССР.
После «Джамили» были также опубликованы повести «Верблюжий глаз» (1960), «Первый учитель» (1961), «Материнское поле» (1963) и сборник «Повести гор и степей» (1963), за который писатель получил Ленинскую премию. Все эти произведения выходили одновременно на киргизском и в русском переводе. В 1965 году повесть «Первый учитель» была экранизирована Андреем Кончаловским на «Мосфильме», также «Верблюжий глаз» был экранизирован Ларисой Шепитько с Болотом Шамшиевым в роли Кемела.
Повесть «Прощай, Гульсары!» (1966) принесла Айтматову Государственную премию. До неё он писал на двух языках (главным образом на киргизском), а после перешёл в основном на русский. Повесть «Белый пароход» (1970) была опубликована на русском языке; её экранизация была показана на международных кинофестивалях в Берлине и Венеции. Совместная работа Айтматова с казахским драматургом Калтаем Мухамеджановым — пьеса «Восхождение на Фудзияму» (1973) — до сих пор не сходит с театральных сцен Казахстана. За повесть «Ранние журавли» (1975) Айтматов получил киргизскую премию имени Токтогула. 31 августа 1973 года подписал письмо группы советских писателей о Солженицыне и Сахарове. В 1977 году опубликована повесть «Пегий пёс, бегущий краем моря», позднее также экранизированная немецкими и советскими кинематографистами. В 1978 году удостоен звания Героя Социалистического Труда. В 1980 году вышел роман «И дольше века длится день», за который Айтматов получил вторую Государственную премию. Последним произведением, опубликованным в СССР, является роман «Плаха» (1986). Во время визита в ФРГ познакомился с Фридрихом Хитцером, впоследствии немецким переводчиком и менеджером, с которым проработал до января 2007 года, когда переводчик внезапно скончался от инфаркта.
Все постсоветские произведения Айтматова издаются на немецком языке в швейцарском издательстве Unionsverlag в переводе Фридриха Хитцера. В 2012 году в кабинете Айтматова была найдена рукопись ранее не издававшегося романа. Текст под названием «Земля и флейта» рассказывает о человеке, который в 1940-е годы участвовал в одной из самых крупных строек Кыргызстана — строительстве Большого Чуйского канала — и нашёл большую статую Чуйского Будды. Об этой новости сообщила его дочь — Ширин. По её словам, «это классическое айтматовское повествование, написанное в стиле соцреализма». Помимо рассказа о сооружении БЧК, который по масштабам можно назвать киргизским БАМом, там очень открыто и чувственно пишется о любви, роман «очень эмоциональный, там описаны чувства и переживания героя». Айтматова не уточнила, в какие годы был написан роман. Она лишь добавила, что со временем страницы рукописи пожелтели, «но её перепечатали и перевели в электронный формат и планируют издать на русском языке в течение года, а затем перевести на английский язык».
В постсоветское время были изданы за рубежом «Белое облако Чингиз Хана» (1992), «Тавро Кассандры» (1994), «Сказки» (1997). «Детство в Киргизии» (1998) и «Когда падают горы» («Вечная невеста») в 2006 году, немецкий перевод которого увидел свет в 2007 году под названием «Снежный барс». Это было последнее произведение Айтматова. В год своего 70-летия в 1998 году писатель был ещё раз удостоен звания Героя Кыргызстана и признан Народным писателем у себя на родине.

## Государственная и общественная деятельность
В августе 1973 года Чингиз Айматов подписал Письмо 50, осуждающее «антисоветские действия и выступления А. И. Солженицына и А. Д. Сахарова». Данное письмо послужило отправной точкой пропагандистской кампании против советских диссидентов в 1973-74 годах.

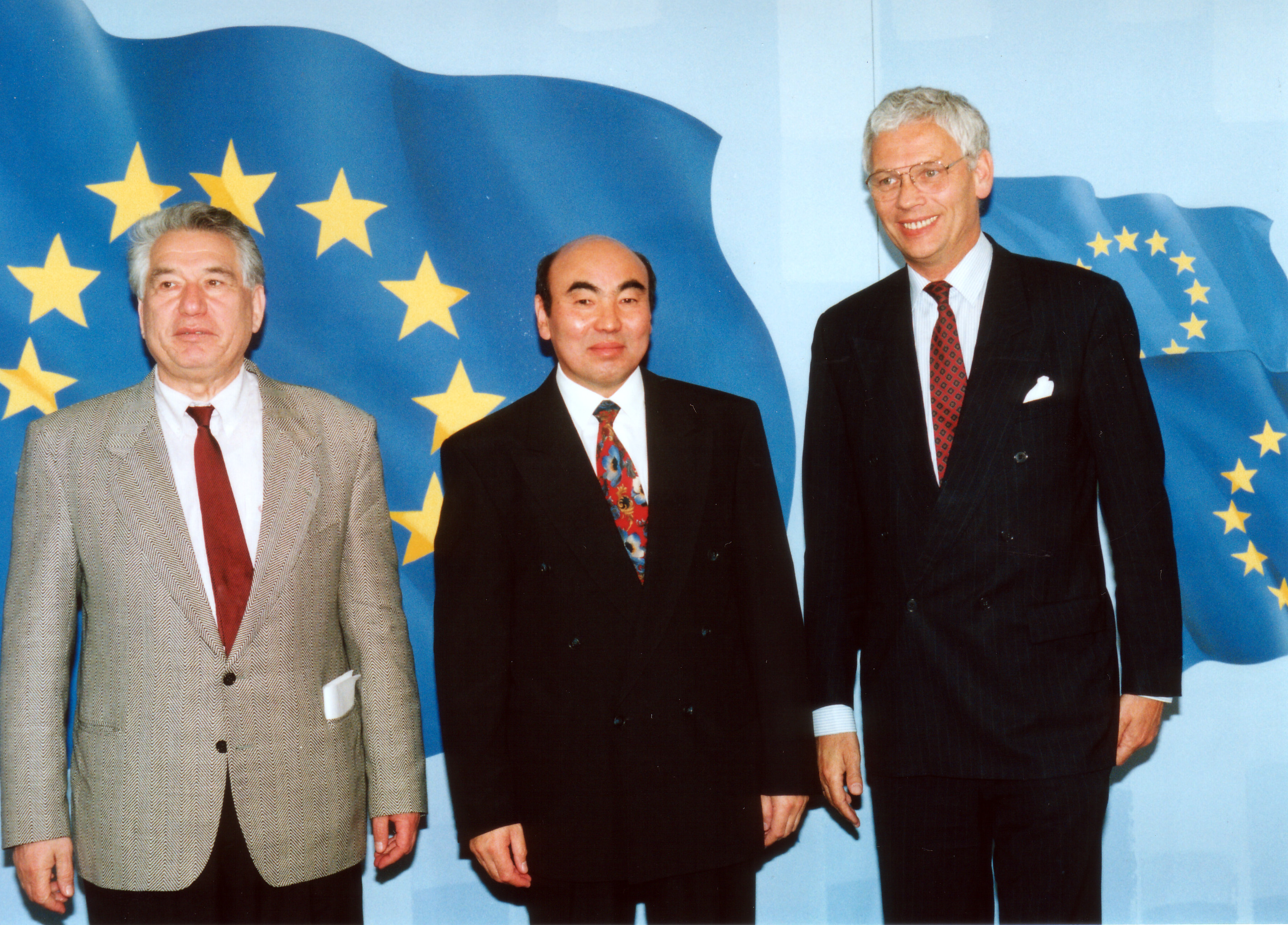
Чингиз Айтматов, Ханс ван ден Брук и Аскар Акаев, 1994 год

С 1990 года возглавлял посольство СССР (с 1992 года — посольство России) в Люксембурге, с 1994 по 2006 год — посол Кыргызстана в странах Бенилюкса — в Бельгии, Люксембурге и Нидерландах, — Франции, НАТО и ЮНЕСКО.
В 1986—1991 годах являлся первым секретарём Союза писателей Киргизии. В 2006 году вместе с помощником по гуманитарной работе в России Фарходом Устаджалиловым основал Международный благотворительный фонд Чингиза Айтматова «Диалог без границ», президентом которого являлся до конца жизни. Миссия фонда — программы развития и поддержки русского языка в странах бывшего СССР.
Депутат Совета Национальностей ВС СССР 7 — 11 созывов (1966—1989) от Киргизской ССР. В Верховный Совет 9 созыва избран от Фрунзенского — Первомайского избирательного округа № 330 Киргизской ССР, член Комиссии по иностранным делам Совета Национальностей, народный депутат СССР (1989—1991), член Президентского совета СССР, член ЦК Компартии Кыргызстана, член секретариата СП СССР и СК СССР, председатель правления СК Киргизской ССР, один из руководителей Советского комитета солидарности со странами Азии и Африки, главный редактор журнала «Иностранная литература», инициатор международного интеллектуального движения «Иссык-Кульский форум». Был членом Верховного Совета СССР. В 2008 году избран членом совета директоров казахстанского «БТА Банк».

## Происхождение

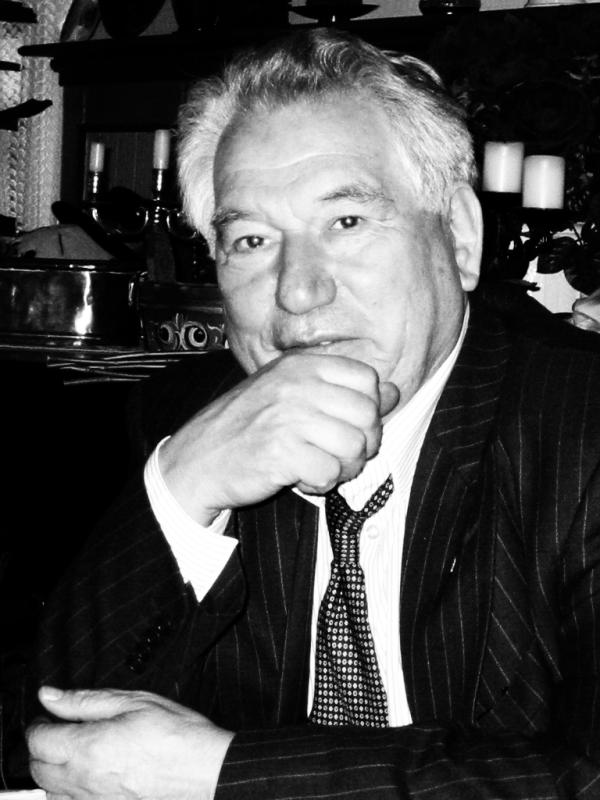
В 2003 году

Дед по отцу Айтмат Кимбильдиев, был ремесленником и портным.
Дед по матери Хамза Абдувалиев, уроженец пригорода Казани, был богатым купцом.
Отец Айтматов Торекул, государственный деятель Киргизской ССР. В 1926 году окончил в Москве Коммунистический университет трудящихся Востока. Мать Нагима Хамзиевна Абдувалиева (7 декабря 1904 — 10 августа 1971), общественный деятель. Вышла замуж 3 сентября 1926 года. В 1935—1937 годах жила с мужем в Москве.
Младший брат Ильгиз Айтматов (1931—2024), доктор технических наук, профессор, академик НАН Кыргызстана. Член ряда Международных научно-технических академий. Лауреат Государственных премий СССР и Киргизской ССР в области науки и техники. Им опубликовано более 280 научных работ, в том числе 8 монографий, сделано 25 изобретений и одно крупное научное открытие. Экс-президент Национальной академии наук КР (1990—1993) и директор Института физики и механики горных пород НАН КР, с 2005 года — советник дирекции этого же института. Международным биографическим Центром (Кембридж, Англия) имя академика И. Т. Айтматова внесено в список выдающихся людей XX века.
Младшая сестра Люция Айтматова (1934—1995). Окончила с отличием школу. Выпускница энергетического факультета Фрунзенского политехнического института. Первая среди женщин-киргизок инженер-энергетик, общественный деятель. У Люции был брат-близнец Рева, названный в честь Революции, умер в шестимесячном возрасте. Муж Кенжебай Акматов (1932—1995), доктор биологических наук, автор терминологического словаря растений. Трое сыновей.
Младшая сестра Роза Айтматова (Розетта; род. 8 марта 1937), кандидат физико-математических наук, окончила физико-математический факультет женского педагогического института имени В. В. Маяковского во Фрунзе, окончила аспирантуру, доцент, заслуженный работник образования КР. Работала научным сотрудником Академии наук Киргизской ССР, преподавателем физики педагогического университета имени И. Арабаева. Автор более двухсот научно-методических статей по проблемам педагогики, а также статей и книг по гендерным проблемам. Перевела на киргизский язык и издала международную Конвенцию о ликвидации всех форм дискриминации в отношении женщин (CEDAW). Автор книг «Белые страницы истории» и «Человек жив до тех пор, пока о нём помнят…» в соавторстве с племянником Асаном Ахматовым, в 2016 году была удостоена международной премии имени Чингиза Айтматова, за книгу «Белые страницы истории» (2009), в которой рассказывается о жизни и деятельности их отца, Торекула Айтматова, репрессированного сталинским режимом в 1930-е годы, а также о детстве старшего брата. Лидер женского движения, перевела на киргизский язык и издала Конвенцию по ликвидации всех форм дискриминации в отношении женщин (1997). С 1996 года возглавляет организацию «Центр помощи женщинам». Муж Эсенбек Алымкулов (ум. 16.11.2005), кандидат медицинских наук, доцент, заслуженный врач Кыргызской Республики, известный детский хирург в Кыргызстане. Сын Урмат Алымкулов, врач. С семьёй живёт и работает в США в городе Филадельфия, дочь врач.
Первая жена Керез Шамшибаева (1930—1999), заслуженный врач Киргизской ССР. Сыновья Санджар (род. 1954), журналист и литератор. Представитель таможенной службы Кыргызской Республики (2002). Спецпредставитель Правительства Кыргызской Республики в городе Москва (2004). Ныне живёт в Москве. Имеет свой бизнес, Аскар (род. 1959), в 1981 году окончил Институт Азии и Африки при МГУ. Специальность — историк-востоковед. Владеет английским, турецким, французским языками. Экс-министр иностранных дел Кыргызстана. Возглавляет общественный фонд «Иссык-кульский форум имени Чингиза Айтматова». Живёт в Бишкеке.
Вторая жена Мария Урматовна (13 июля 1942 — 20 апреля 2021), окончила сценарный факультет ВГИКа. От первого брака жены дочь — Чолпон, живёт в Лондоне. Сын Эльдар, учился в школе с английским уклоном, окончил Бельгийскую королевскую академию изящных искусств, художник и дизайнер, c 2004 года президент Международного фонда Чингиза Айтматова. Дочь Ширин (род. 28 июля 1977), родилась в Москве, училась в магистратуре в США. В совершенстве владела русским, английским, французским, японским. В 1987—2007 годы жила в США. Разработчик проекта «Дебют» Международного фонда Чингиза Айтматова. Экс-депутат парламента Кыргызстана. С февраля 2012 года — член комитета по законности, правопорядку и борьбе с преступностью. Ушла из политики, имеет небольшой бизнес.

## Оценки творчества
Творчество Айтматова пронизано мифологическими, эпическими мотивами, в его произведения вплетены легенды, притчи. Общеизвестны его легенды о матери-оленихе из повести «Белый пароход» и птице Доненбай из романа «И дольше века длится день». В тот же роман включена сюжетная линия, связанная с установлением контакта с внеземной цивилизацией, планетой Лесная Грудь. Действие известной повести «Пегий пёс, бегущий краем моря» происходит во времена Великой Рыбы — женщины, прародительницы человеческого рода. Перу Айтматова принадлежит полностью фантастический роман — «Тавро Кассандры» — о проблеме создания искусственного человека.
Айтматов признавался, что черпал вдохновение в национальных легендах, благодаря которым произведения получались более реалистичными. «Моё направление — реалистическая проза эпического повествования. Я не вижу себя автором фантастических произведений, бестселлеров, детективов. У меня свой путь», — так характеризовал Айтматов своё творчество.
Неоднократно номинировался на Нобелевскую премию по литературе. На последнем году жизни писателя снова встал вопрос о присуждении ему Нобелевской премии; соискательный комитет создало правительство Турецкой республики, так как Айтматов, по их мнению, «крупнейший тюркоязычный писатель современности».

## Награды и премии

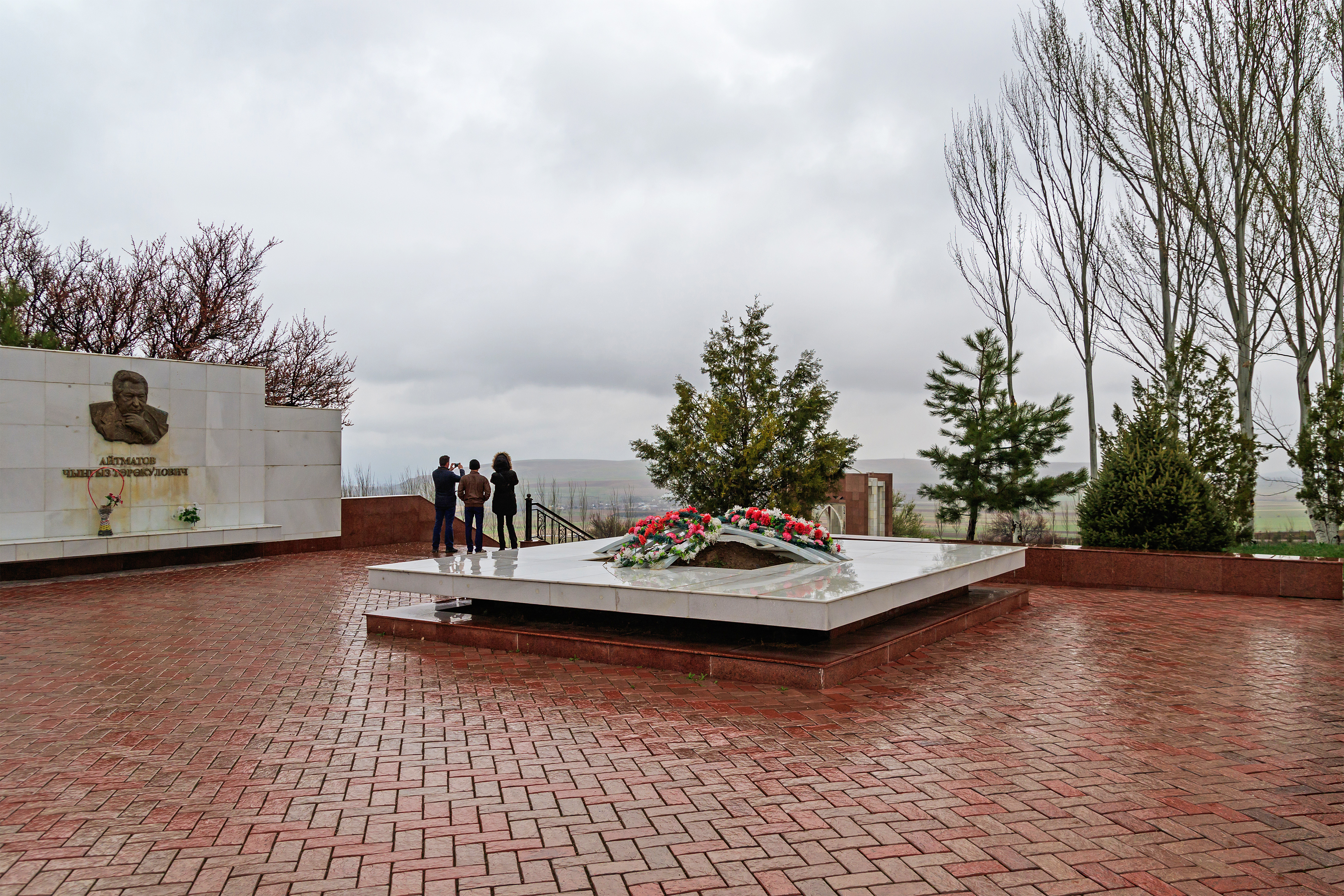
Могила Айтматова

Государственные награды СССР, Кыргызстана и Российской Федерации
- Государственная премия Киргизской ССР (1976)
- Герой Социалистического Труда (31 июля 1978)[17]
- Медаль «За трудовое отличие» (1 ноября 1958)
- Ленинская премия (1963) — за «Повести степей и гор» («Верблюжий глаз», «Первый учитель», «Джамиля»)
- два ордена Трудового Красного Знамени (4 мая 1962; 28 октября 1967)
- Государственная премия СССР (1968) — за повесть «Прощай, Гульсары!» (1966)
- Государственная премия СССР (1977) — за литературную основу художественного фильма «Белый пароход»
- два ордена Ленина (2 июля 1971; 31 июля 1978)
- Государственная премия СССР (1983) — за роман «И дольше века длится день» («Буранный полустанок»)
- орден Дружбы народов (16 ноября 1984)[61]
- орден Октябрьской Революции (12 декабря 1988)[62]
- Герой Кыргызской Республики с вручением особого знака «Ак Шумкар» (4 февраля 1997) — за выдающийся вклад в сокровищницу национальной культуры, широкую популяризацию духовных ценностей киргизского народа на международной арене, активную общественную деятельность[63]
- Памятная золотая медаль «Манас-1000» (15 августа 1995)[64]
- орден Дружбы (8 декабря 1998, Россия) — за большой вклад в развитие современной литературы и укрепление культурных связей между народами[65]
- орден «Манас» I степени (24 мая 1999) — за выдающийся вклад в увековечивание великого эпоса «Манас» в сокровищнице общечеловеческой культуры[66]
- Почётная золотая медаль Президента Кыргызской Республики «За особо выдающийся вклад в киргизскую культуру и духовность XX века» (7 декабря 2003) — за особо выдающийся вклад в духовное развитие Кыргызстана и национальную культурную и литературную сокровищницу страны в XX столетии[67]

Награды других стран
- орден «Дружба» (30 августа 1995, Узбекистан) — за большой вклад в укрепление дружбы и всестороннего сотрудничества между народами, основанных на принципах гуманизма и общечеловеческих ценностей[68]
- орден «За выдающиеся заслуги» (11 декабря 1998, Узбекистан) — за огромный вклад в развитие отношений дружбы между народами Узбекистана и Кыргызстана, углубление исторически сложившихся узбекско-киргизских культурных и духовных связей, укрепление традиционных уз добрососедства между народами Центральной Азии, за большие заслуги в литературной деятельности и в связи с 70-летним юбилеем[69]
- орден Отан (23 января 1999, Казахстан) — за выдающиеся заслуги в развитии мировой литературы, вклад во взаимное обогащение и сближение культур казахского и киргизского народов[70]
- Офицерский крест ордена Заслуг (2000, Венгрия)
- орден «Дружба» (25 февраля 2008, Азербайджан) — за заслуги в укреплении взаимных связей между Азербайджанской Республикой и Республикой Кыргызстан[71]
- орден Улыбки (Польша) [72]
- международная премия имени Алишера Навои «За вклад в единство Тюркского мира» (11 ноября 2022, Узбекистан)[73]

Другие награды, премии, поощрения и общественное признание
- Народный писатель Киргизской ССР (1968)
- Медаль Н. К. Крупской (Министерство культуры СССР) ([источник не указан 1370 дней])
- Государственная премия мира и прогресса Первого Президента Республики Казахстана (Казахстан, 1993)
- Европейская литературная премия (1993)
- Высшая награда правительства Турции за вклад в развитие культуры тюркоязычных стран (2007)
- Золотая медаль Общественного фонда поддержки политики тюркоязычных стран (2008)[74]
- Почётная медаль «За выдающийся вклад в развитие культуры и искусства на благо мира и процветания на земле» Токийского института восточной философии
- премия «Лотос»
- Международная премия имени Дж. Неру
- премия журнала «Огонёк»
- Международная премия Средиземноморского центра культурных инициатив Италии
- премия Американского религиозного экуменического фонда «Призыв к совести»
- Баварская премия им. Ф. Рюккерта
- премия имени А. Меня
- премия «Руханият»
- Почётная премия культуры имени В. Гюго[75]
- Почётный профессор МГУ имени М. В. Ломоносова (2004)
- Золотая медаль «Гейдар Алиев» (Общество чеченско-азербайджанской дружбы и сотрудничества)[76]

## Наследие

### Сочинения
Первые рассказы

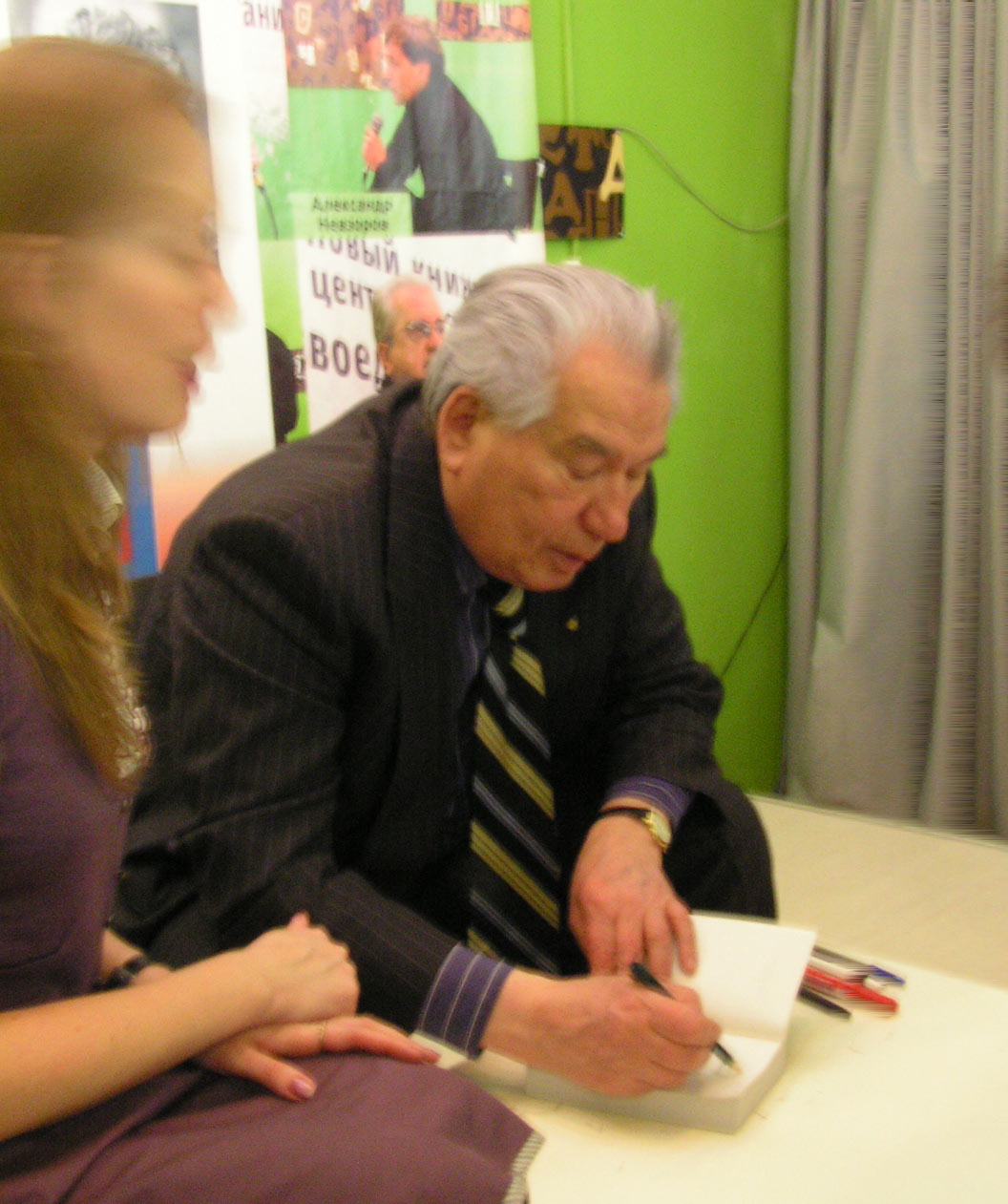
На встрече с читателями в Санкт-Петербурге (2007)

- «Ашым», в переводе на русский язык с киргизского Г. Гнездиловой (1953)
- «Сыпайчи», в авторском переводе (1954)
- «На реке Байдамтал», в переводе автора и В. Горячих
- «Белый дождь», в переводе Г. Гнездиловой (1954)
- «Соперники», в переводе А. Дмитриевой (1955)

«Повести гор и степей»
- «Лицом к лицу», в переводе А. Дроздова (1957)
- «Джамиля», в переводе А. Дмитриевой (1958)
- «Верблюжий глаз», в переводе автора и А. Дмитриевой (1960)
- «Тополёк мой в красной косынке» (1961), в переводе автора
- «Первый учитель» (1962)

Романы и повести 1960—1980-х
- «Материнское поле» (1963). Писатель создал образ Толгонай, сильной духом женщины, показал муки и страдания киргизского народа в годы Великой Отечественной войны
- «Свидание с сыном» (1964)
- «Красное яблоко» (1964)
- «Прощай, Гульсары!» (1966)
- «Белый пароход» (1970)
- «Плач перелетной птицы» (1972)
- «Восхождение на Фудзияму» (1973, пьеса, в соавторстве с К. Мухамеджановым)
- «Солдатенок» (1974)
- «Ранние журавли» (1975)
- «Пегий пёс, бегущий краем моря» (1977)
- «В соавторстве с землёю и водою…» Очерки, статьи, беседы, интервью (1978)
- «Буранный полустанок» (1980, известна также под названием «И дольше века длится день»)
- «Плаха» (1986)
- «Богоматерь в снегах» (отрывки из романа, неоконч.) (1988)
- «Ода величию духа», в соавторстве с японским философом Дайсаку Икэда (1990)
- «Белое облако Чингисхана» (1991)
- «И дольше века длится день» (без цензуры) (1991)
- «Тавро Кассандры» (1996)
- «Встреча с одним бахаи» (Беседа с Фейзоллой Намдаром) (1998)
- «Когда падают горы (Вечная невеста)» (2006).
- «Земля и флейта» (неизданное)[77] (по другим данным «Флейта и земля», в 1973—74 годах отдельные отрывки романа печатались в двух журналах Болгарии — «Пламьк» и «Литературный фронт», а в 1976 году роман был включён в 2-томный сборник трудов Ч. Айтматова, изданный на болгарском языке)[78]
- «Плач охотника над пропастью или исповедь на исходе века» в соавторстве с Мухтаром Шахановым.
- «Ода величию духа. Диалоги», в соавторстве с японским философом Дайсаку Икэда, переведённой впервые на киргизский язык (кир.«Улуу рухтун одасы: Чынгыз Айтматов жана Дайсаку Икеда. Дил маектер»)[79]

### Кино
По произведениям Айтматова снято немало художественных фильмов. Сам Айтматов неоднократно выступал в роли сценариста или соавтора.
- 1961 — «Перевал» (режиссёр — Алексей Сахаров)
- 1963 — «Зной» (режиссёр — Лариса Шепитько)
- 1965 — «Первый учитель» (режиссёр — Андрей Кончаловский, «Киргизфильм»)
- 1967 — «Материнское поле» (режиссёр — Геннадий Базаров, «Киргизфильм»)
- 1968 — «Бег иноходца» по мотивам повести Чингиза Айтматова «Прощай, Гульсары!» (режиссёр — Сергей Урусевский)
- 1968 — «Джамиля» (режиссёр — Ирина Поплавская)
- 1972 — «Я — Тянь-Шань» (режиссёр — Ирина Поплавская)
- 1972 — «Солдатёнок» (режиссёр — Эльдор Уразбаев)
- 1974 — «Эхо любви» (режиссёр — Болотбек Шамшиев, «Киргизфильм»)
- 1975 — «Арман» по мотивам рассказа Чингиза Айтматова «Свидание с сыном» (режиссёр — Дооронбек Садырбаев)
- 1975 — «Красное яблоко» (режиссёр — Толомуш Океев)
- 1976 — «Белый пароход» (режиссёр — Болотбек Шамшиев, «Киргизфильм»)
- 1978 — «Красная косынка», Турция (режиссёр Атыф Йылмаз)
- 1979 — «Ранние журавли» (режиссёр — Болотбек Шамшиев, «Киргизфильм»)
- 1988 — «Восхождение на Фудзияму» (режиссёр — Болотбек Шамшиев, «Киргизфильм»)
- 1989 — «Айланпа. Мир на кругах своих» — документальный фильм (режиссёры — В. Виленский, К. Орозалиев)
- 1989 — «Плач волчицы» — (режиссёр Дооронбек Садырбаев производство «Киргизтелефильм») по роману «Плаха»
- 1990 — «Пегий пёс, бегущий краем моря» (режиссёр — Карен Геворкян, киностудия имени Довженко)
- 1990 — «Плач перелётной птицы» (режиссёр — Бакыт Карагулов, «Киргизфильм»)
- 1990 — «Манкурт» (режиссёр — Ходжакули Нарлиев, производство СССР, Турция, Ливия /фильм снят Туркменфильм). Сценарий написала супруга Мария Айтматова[81]
- 1994 — «Джамиля» (режиссёр — Моника Тойбер[82], производство Кыргызстан, Германия)[83]
- 1995 — «Буранный полустанок» (режиссёр — Бакыт Карагулов, производство «Катарсис/КНТК»)
- 2002 — «Плач матери о манкурте» — (режиссёр — Бакыт Карагулов, компания «Азия Караван», НК «Кыргызфильм» имени Т. Океева и студия «Синема»)
- 2004 — «Тополёк мой в красной косынке», Турция
- 2008 — «Прощай, Гульсары!», на казахском языке (режиссёр — А. Амиркулов, производство «Казахфильм»)
- 2009 — «Чингиз и Бюбюсара»[84] — фильм-лирическая драма (режиссёр — Ж.Кулмамбетов)
- 2009 — «Когда падают горы» — по мотивам одноимённой повести, реж. В. Москаленко
- 2010 — «За белым облаком» — по мотивам повести «Белое облако Чингисхана» (режиссёр С. Тарасов)
- 2011—2012[53] — «Красная косынка» (Подарок судьбы) — по мотивам повести «Тополёк мой в красной косынке». Телесериал, (37 серий) на турецком языке (режиссёр — Нисан Акман[85]),Турция[86]
- 2017 — в Шри-Ланке снят сериал по повести «Джамиля»[50]
- 2020 — «Шамбала»[87] — по мотивам повести «Белый пароход» (режиссёр — Артык Суюндуков, НК «Кыргызфильм» имени Т. Океева)

### Театр
- «Ана — Жер-ана» («Материнское поле») впервые поставлен в Алма-Ате в Академическом театре драмы имени М. Ауэзова[80]
- 1980-е — «И дольше века длится день» — постановка по одноимённому роману Чингиза Айтматова «Буранный полустанок» (режиссёр — Вячеслав Спесивцев). Театр-студия на Красной Пресне
- 1980-е — «И дольше века длится день» — спектакль по одноимённому роману Чингиза Айтматова «Буранный полустанок» в театре им. Евгения Вахтангова (г. Москва)[88][89]. Режиссёр Азербайжан Мамбетов
- 2018 - «И дольше века длиться день» - спектакль по одноимённому роману Чингиза Айтматова «Буранный полустанок» в Кыргызском национальном драматическом театре им.Т.Абдумомунова (режиссёр - Назым Мендебаиров) г. Бишкек
- 1982 — «Желанный голубой берег мой» — постановка по мотивам рассказа «Пегий пёс, бегущий краем моря» (режиссёр — Андрей Борисов). Саха Академический драматический театр им. П. А. Ойунского
- 2005 — «Чингиз и Бюбюсара», пьеса-спектакль, автором является Жаныш Кулмамбетов, в киргизском государственном ТЮЗе имени Б. Кыдыкеевой
- 2007 (?) — «Тавро Кассандры» — спектакль по одноимённому роману Чингиза Айтматова «Тавро Кассандры» в Московском Экспериментальном театре имени В. Спесивцева
- 2008 — «Белое облако Чингизхана» — спектакль студентов учебного театра «На Моховой» (Санкт-Петербург)
- 2009 — «Красное яблоко» — постановка по мотивам рассказа Айтматова «Красное яблоко» (режиссёр — Нурлан Асанбеков). Государственный национальный русский театр драмы им. Чингиза Айтматова (Бишкек)[90]
- 2012 — «Материнское поле» — пластический спектакль Театра имени Пушкина (Москва). Режиссёр — Сергей Землянский
- 2013 — «Плаха» — спектакль-мюзикл театра Геннадия Чихачёва. Режиссёр — Геннадий Чихачёв[91]
- 2014 — «Киёмат» — спектакль по роману Чингиза Айтматова «Плаха», на киргизском языке, Государственный молодёжный театр Учур. Режиссёр — Б. Абдураззаков[92]
- 2015 — «Плаха» — спектакль по одноимённому роману Чингиза Айтматова «Плаха», Подольский драматический театр PDK Drama (Подольск). Режиссёр — О. Ефремов[93]
- 2015 — «Плаха» — спектакль по одноимённому роману Чингиза Айтматова «Плаха», Театрально-Культурный центр им. В. С. Мейерхольда (Москва). Режиссёр — О. Ефремов[94]
- 2017 — «И дольше века длится день» — кукольная мистерия в музее истории ГУЛАГа (Москва). Режиссёры — Антон Калипанов, Ольга Шайдуллина[95]
- 2019 — «Пегий пёс, бегущий краем моря» — спектакль[96] по одноимённой повести в Рязанском театре кукол. Режиссёр — Борис Константинов
- 2020 — «Плаха» — спектакль Московского Молодёжного театра п\р В. Спесивцева. (восстановлен реж. Василием Спесивцевым)
- 2019 — «Материнское поле. Алиман» — спектакль Могилёвского областного театра. Режиссёр Карыпбаев Уланмырза.
- 2019 — «Жамиля», спектакль Алматинского театра «Жас Сахна» имени Байтена Омарова. Режиссёр Карыпбаев Уланмырза.
- 2022 — «Боранды бекет», спектакль Государственного театра драмы и комедии имени А.Мамбетова. Режиссёр Карыпбаев Уланмырза.
- 2023 — «Ашуу», спектакль Кыргызского национального академического драматического театра им. Т. Абдумомунова. Режиссёр Омуралиев Улан.

## Память

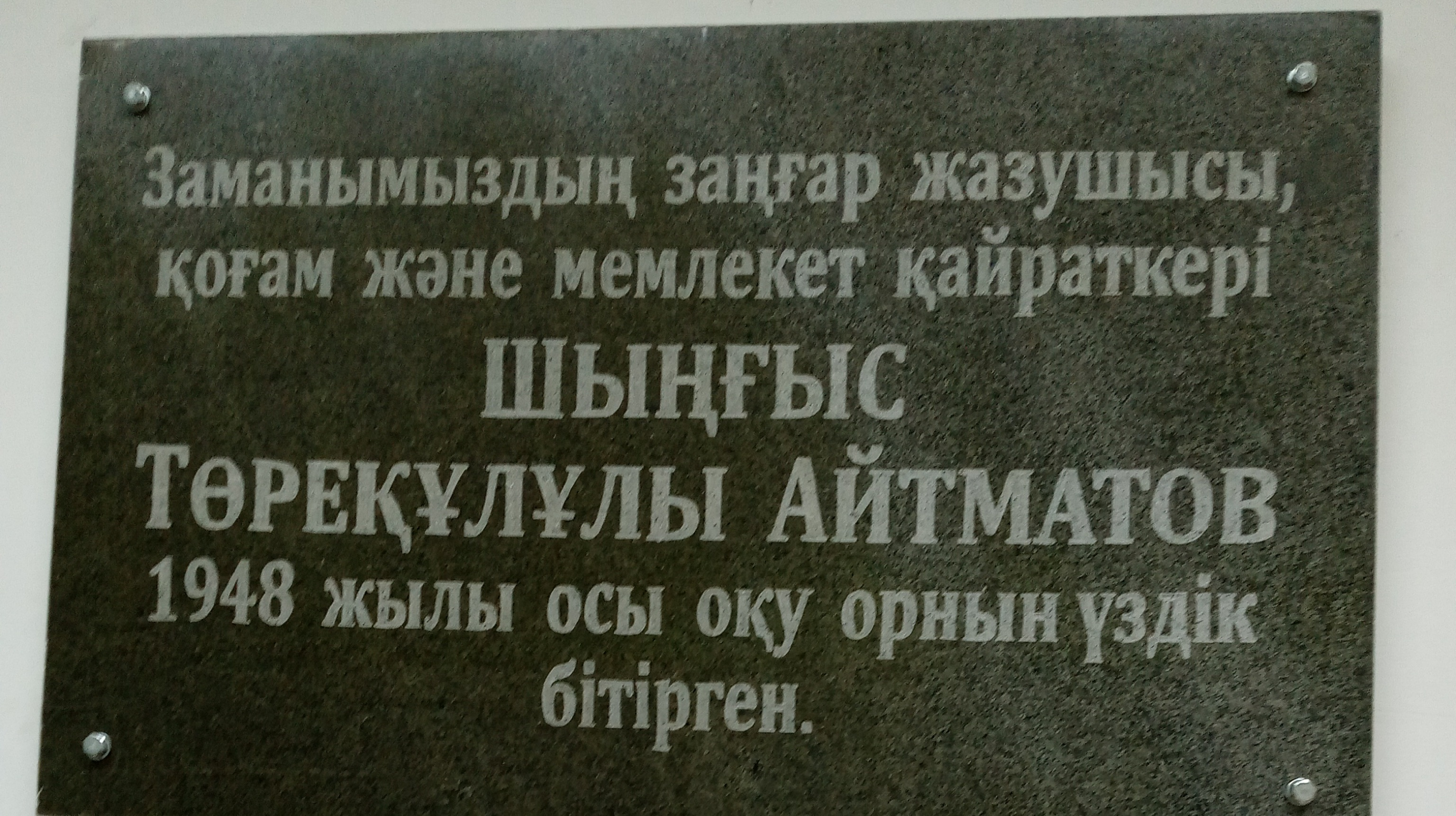
.
Так гласит текст на русском: «Великий писатель нашего времени, общественный и государственный деятель Шынгыс Торекулулы Айтмат окончил этот учебное заведение на отлично в 1948 году.»
Памятная доска хранится в музее Куланского агротехнического колледжа

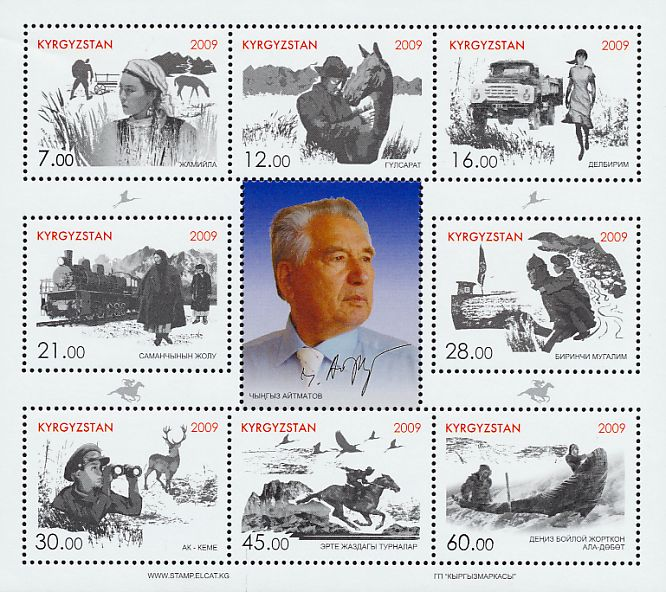
Почтовые марки Кыргызстана, 2009 год, посвящённые Чингизу Айтматову

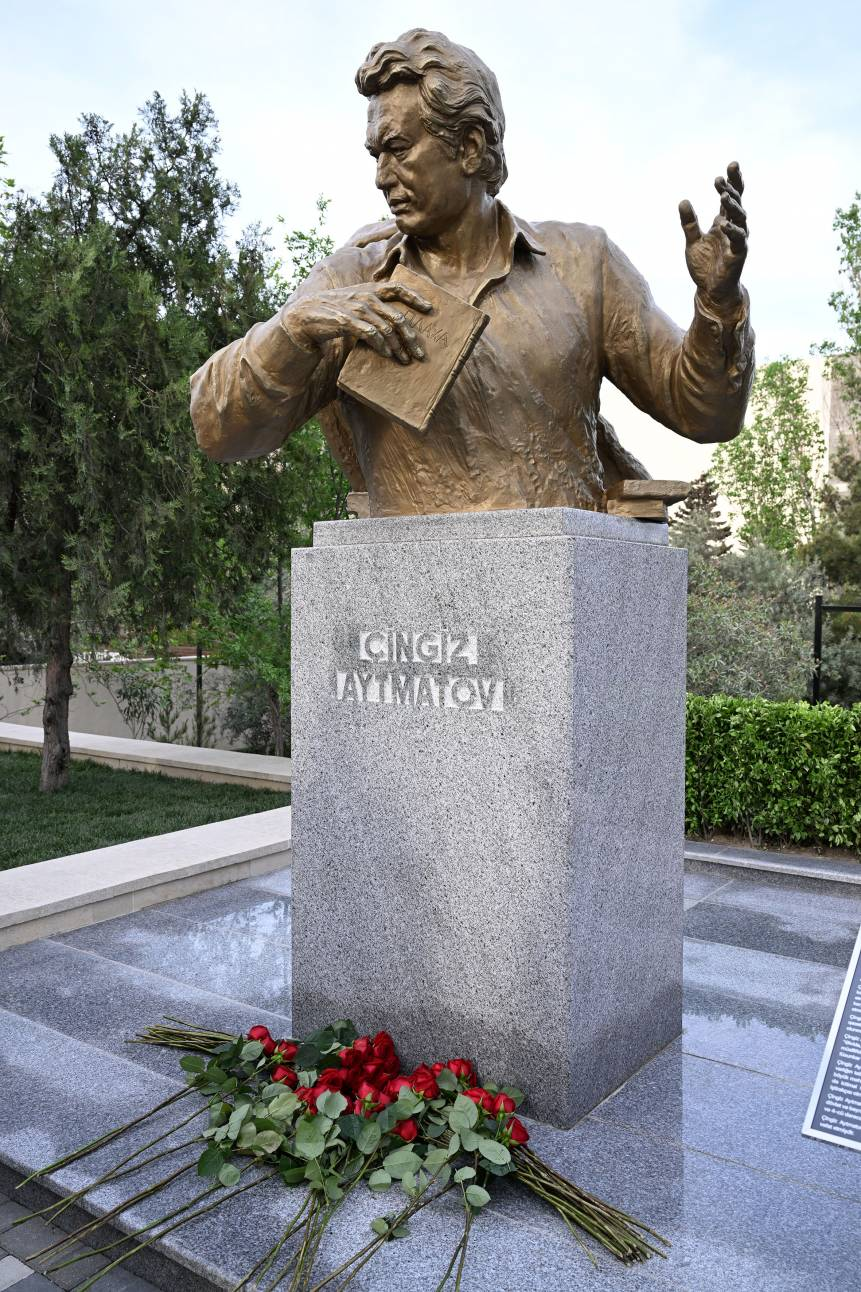
Памятник Чингизу Айтматову в Баку

- Имя Айтматова присвоено в Бишкеке городскому парку, Русскому драматическому театру.
- В центре Бишкека Дом кино носит имя Чингиза Айтматова.
- В городе Кочкор-Ата средняя общеобразовательная школа-гимназия № 28 носит имя Чингиза Айтматова[97].
- В 1989 году была создана ассоциация «Международный клуб Айтматова» и учредила свою премию в 1991 году, она вручается раз в два года[44].
- В 1993 году в городе Эль-Азык (Турция) парк был назван именем Чингиза Айтматова[58].
- В 1994 году в городе Бишкек организована Международная общественная Айтматовская Академия[98].
- В 2004 году памятник-бюст из глины Чингиза Айтматова (автор работы художник-дизайнер Ибрагим Бакиров)[99].
- В октябре 2008 года в Чолпон-Ате на северном берегу Иссык-Куля был открыт памятник Чингизу Айтматову[100].
- На литовском монетном дворе, договор с которым подписал Нацбанк Кыргызстана, отчеканена серия из шести коллекционных серебряных монет — «Чингиз Айтматов», «Джамиля», «Первый учитель», «Материнское поле», «Прощай, Гульсары!» и «Белый пароход»[101].
- Именем писателя названы улицы в Бишкеке, Казани, Анкаре, Баку, Астане[102], Люксембурге, Ташкенте[103].
- В 2007 году была выпущена почтовая марка Кыргызстана, посвящённая Айтматову.
- 2008 год в Кыргызстане был объявлен годом Чингиза Айтматова[104].
- В 2009 году в Бишкеке был открыт Дом-музей Чингиза Айтматова, расположен на территории госрезиденции в восьми километрах от Бишкека[105].
- В 2011 году в Бишкеке установлен памятник писателю на площади Ала-Тоо.
- В 2011 году в Лондоне учреждена Международная премия имени Чингиза Айтматова. Премию вручает Академия Айтматова, основанная в Лондоне профессором Рахимой Абдувалиевой, долго работавшей с писателем. Награждение будет происходить в день рождения Чингиза Айтматова[106].
- В 2011 году к годовщине дня рождения писателя Фонд Айтматова выпустил книгу «Детство» («Балалык») на русском и киргизском языках. В книге собраны рассказы Айтматова о своём детстве и отрочестве[53][107][108].
- В 2012 году Фонд Айтматова провёл выставку, посвящённую жизни и творчеству писателя в Историческом музее[53].
- В 2012 году создан Дом-музей Айтматова в селе Чон-Арыке, где жил писатель[53].
- В 2013 году в Санкт-Петербурге безымянной зелёной зоне присвоено название сквер Чингиза Айтматова.
- В 2013 году в Москве, в атриуме Библиотеки иностранной литературы, открыт памятник-бюст Чингизу Айтматову работы народного художника РФ Георгия Франгуляна.
- В 2014 году «Аэрофлот» назвал в честь Чингиза Айтматова Боинг 737—800[109].
- В 2014 году в Анкаре открыли памятник Чингизу Айтматову[110].
- В 2015 году в Москве появился сквер имени Чингиза Айтматова, расположенный в Даниловском районе Москвы на стыке улиц Люсиновская и Большая Серпуховская[111]
- В 2017 году в Москве появился сквер имени Чингиза Айтматова[112][113].
- В 2018 году одна из улиц Ташкента была переименована в улицу Чингиза Айтматова[114].
- В 2018 году в Москве, открылся памятник Айтматову (скульптор Азамат Абдурахманов, архитектор Сергей Павлов). Монумент установлен в сквере, носящем его имя[115].
- В 2020 году в Будапеште открылся сквер имени Ч. Айтматова[116].
- В 2023 году в честь Айтматова был назван Айтматовский район[117].
- В апреле 2024 года состоялось церемония открытия памятника Чингизу Айтматову в Баку[118].

Творчеству и памяти писателя посвящены документальные фильмы и телепередачи
- 2009 — «Гражданин Земного шара» — документальный фильм о Чингизе Айтматове (режиссёр — О. Чекалина)
- 2013 — «И моё Слово — душа моя» — документальный фильм о Чингизе Айтматове (режиссёр — Б. Айдаралиев) от киностудии «Кыргызфильм»[119]
- 2017 — «Саякбай. Гомер 20 века» — фильм о Саякбае Каралаеве (режиссёр — Э. Абдыжапаров). В фильме есть сцена момента встречи Саякбая Каралаева с Чингизом Айтматовым. Писателя сыграл его сын — Эльдар Айтматов[120]
- 2018 — фильм об Айтматове «Мир Айтматова» (режиссёр Б. Карагулов). Киностудия «Кыргызфильм»
- 2018 — «Кинопрорыв Чингиза Айтматова» («Мир»)[121]
- 2018 — «Чингиз Айтматов. „Рождённые в СССР“» («Мир»)[122]